# Lago di Molveno
Der Lago di Molveno (dt. veraltet: Malfeinsee oder Molvenosee) ist ein See im Trentino, Italien auf der Ostseite der Brenta.

## Geografie
Der auf einer Höhe von 822 m s.l.m. gelegene See ist etwa 4,4 km lang und bis zu 124 m tief. Er liegt westlich der Etsch in einem Einschnitt, der die Brentagruppe vom östlich gelegenen Bergrücken der Paganella–Monte Gazza abgrenzt und sich von Andalo bis Stenico hinab zieht. Er ist nach dem Caldonazzosee der zweitgrößte See, der vollständig im Trentino liegt.
Eine breite in den See reichende Halbinsel am schroffen Westufer in Seemitte verleiht dem Molvenosee eine ungleichmäßige Form. Am etwas sanfter abfallenden Ostufer verläuft die Strada Statale 421 dei Laghi di Molveno e Tenno entlang, während am Westufer ein alter Karrenweg entlangführt, der einst die einzige Verbindung nach Molveno aus südlicher Richtung darstellte. Dieser heute zum Teil im Naturpark Adamello-Brenta liegende Zugangsweg war von einiger strategischer Bedeutung und wurde dementsprechend auch befestigt, worauf die sogenannten napoleonischen Schanzen (italienisch Fortini di Napoleone) auf der in den See reichenden Halbinsel hinweisen.
An der äußersten Nordspitze liegt eine schmale etwa 400 m und 60 m breite Einbuchtung, die als eigenständiger Seearm betrachtet wird und den Namen Lago di Bior trägt. In diesen fließt mit dem Rio Lambin der bedeutendste Zufluss in den See. Das Einzugsgebiet des Lago di Molveno ist relativ klein und beschränkt sich auf den Monte Gaza im Osten, den Passo di Andalo im Norden und die Brenta im Westen. Er verfügt über keinen direkten Abfluss. Sein Sickerwasser speist aber die unterhalb des Sees liegende Quelle des Torrente Bondai. Bis zu seiner Nutzung für die Elektrizitätsgewinnung in den 1950er Jahren war der Molvenosee für sein kristallklares Wasser bekannt. Mittels Secchi-Scheibe konnte bis dahin eine Sichttiefe von 14 m gemessen werden. Seine intensive blaue Färbung, für die der See bekannt war, war darauf zurückzuführen, dass im Wasser sehr wenig Phytoplankton vorkam. Sein temperiertes Wasser führt dazu, dass er sehr selten zufriert.
Einziger Ort am See ist am Nordwestufer Molveno.

## Entstehung
Entstanden ist der See ist durch einen Bergsturz, der nach der letzten Eiszeit von der südwestlichen Seite abrutschte, als der durch die Eismassen erzeugte Druck auf die dortigen Berghänge nachließ. Davon zeugen auch zahlreiche Baumstümpfe eines ehemaligen Walds, der 1951 freigelegt wurde, als man den Wasserstand während der Bauarbeiten für die vorgesehene elektrische Nutzung des Sees stark absenkte. Die gut konservierten Stümpfe lagen dabei zum großen Teil entwurzelt oder beschädigt in der Senke, dem späteren Seegrund, was darauf schließen lässt, dass der Hang wahrscheinlich ziemlich abrupt in die Tiefe stürzte. Mittels Radiokarbonmethode konnte festgelegt werden, dass der Molvenosee etwa 1000 vor Christus entstanden sein muss. Anhand der entnommenen Holzproben konnte zudem festgelegt werden, dass die Baumarten dieses vor mehreren tausend Jahren verschütteten Waldes mit den heute anzutreffenden identisch war. Zeitgleich fand man auch verschiedene Artefakte aus der Eisenzeit, die Zeugnis von einer damaligen menschlichen Präsenz ablegen.

## Nutzung als Ausgleichsbecken
Bereits 1925 wurde erste Pläne geschmiedet, den Molvenosee für die Stromerzeugung zu nutzen, indem das Wasser vom Oberlauf des Sarca und dem Torrente Arnò im Val Breguzzo bei Bondo über mehrere Speicherseen und Pumpstationen in den See geleitet werden sollte und dieser als Ausgleichsbecken für ein tiefer liegendes Kraftwerk dienen sollte. 1940 wurde zu diesem Zweck die Gesellschaft Società Idroelettrica Sarca Molveno (SIM) gegründet. Die ersten Arbeiten an dem Projekt fanden aber erst nach dem Zweiten Weltkrieg 1949 statt.
1953 wurde das erste Wasser über einen 5 km langen Tunnel durch die Brenta vom Oberlauf der Sarca in den Molvenosee geleitet. Der Einlass befindet sich im südwestlichen Bereich des Sees. Am Ostufer führen zwei Fallrohre durch den Monte Gazza hindurch hinunter zum etwa 600 m tiefer gelegenen Kavernenkraftwerk am Lago di Santa Massenza im Valle dei Laghi. Das Projekt sah ursprünglich vor, dass die Stauhöhe bis zu 35 m über den natürlichen Wasserstand betragen sollte. Aufgrund heftiger Proteste der Bevölkerung wurde die maximale Stauhöhe auf 15 m reduziert und der bereits errichtete Damm am Südufer abgetragen.
Das Wasser des Molvenosees wird auch für die Stromerzeugung am knapp 70 m tiefer liegenden Kavernenkraftwerk Lago di Nembia genutzt. Ein künstlicher Abflusskanal am Südufer des Molvenosees dient als Überlauf.
Die Nutzung als Ausgleichsbecken führte zu einigen Veränderungen im Ökosystem des Sees. Durch den Zufluss des Sarcawassers, die überwiegend von den Gletschern der Adamello-Presanella-Gruppe gespeist wird, gelangte wesentlich kälteres und sedimentreicheres Wasser in den Molvenosee. Auch der Sauerstoffgehalt des Wassers wurde durch den Eingriff verändert, was Auswirkungen auf den Fischbestand hatte. Der Wasserstand ist durch die diskontinuierliche Wasserentnahme erheblichen Schwankungen ausgesetzt und in den Wintermonaten am niedrigsten. Bis Ende der 1980er Jahre war die Entnahme bis auf einen Tiefstand von 740 m s.l.m. festgelegt und wurde in der Folge auf 780 m s.l.m. erhöht, was bei einem normalen Wasserstand von 822 m s.l.m., der Anfang Juni bis Ende September erreicht wird, eine Differenz von 43 m ausmacht. 2008 ging die Nutzung von der Enel auf die Autonome Provinz Trient über, was zu einer weiteren Reduzierung der maximalen Entnahme insbesondere in den Wintermonaten geführt hat.

## Schwimmbecken
Bis oder am 17. Januar 2025 fanden in einem Sportschwimmbecken mit durch Kugelketten abgetrennten Bahnen beim Molvenosee die Weltmeisterschaften im Eisschwimmen statt – erstmals in Italien.

## Fischfauna
Im Lago di Molveno sind trotz aller Eingriffe folgende Fischarten anzutreffen: Alburnus arborella (eine Art aus der Gattung Alburnus), Bachsaibling, Bachschmerle, Chondrostoma soetta oder italienische Näsling (eine Art aus der Gattung Chondrostoma), Döbel, Elritze, europäische Aal, Flussbarsch, Groppe, Gründling, Hecht, Karpfen, Lau, Lavaret, Marmorierte Forelle, Rotauge, Rotfeder, Rutilus erythrophthalmus (eine Art aus der Gattung Rutilus), Seeforelle, Seesaibling, Schleie, Schwarzer Zwergwels, Steinbeißer und Tiberbarbe.

## Bilder

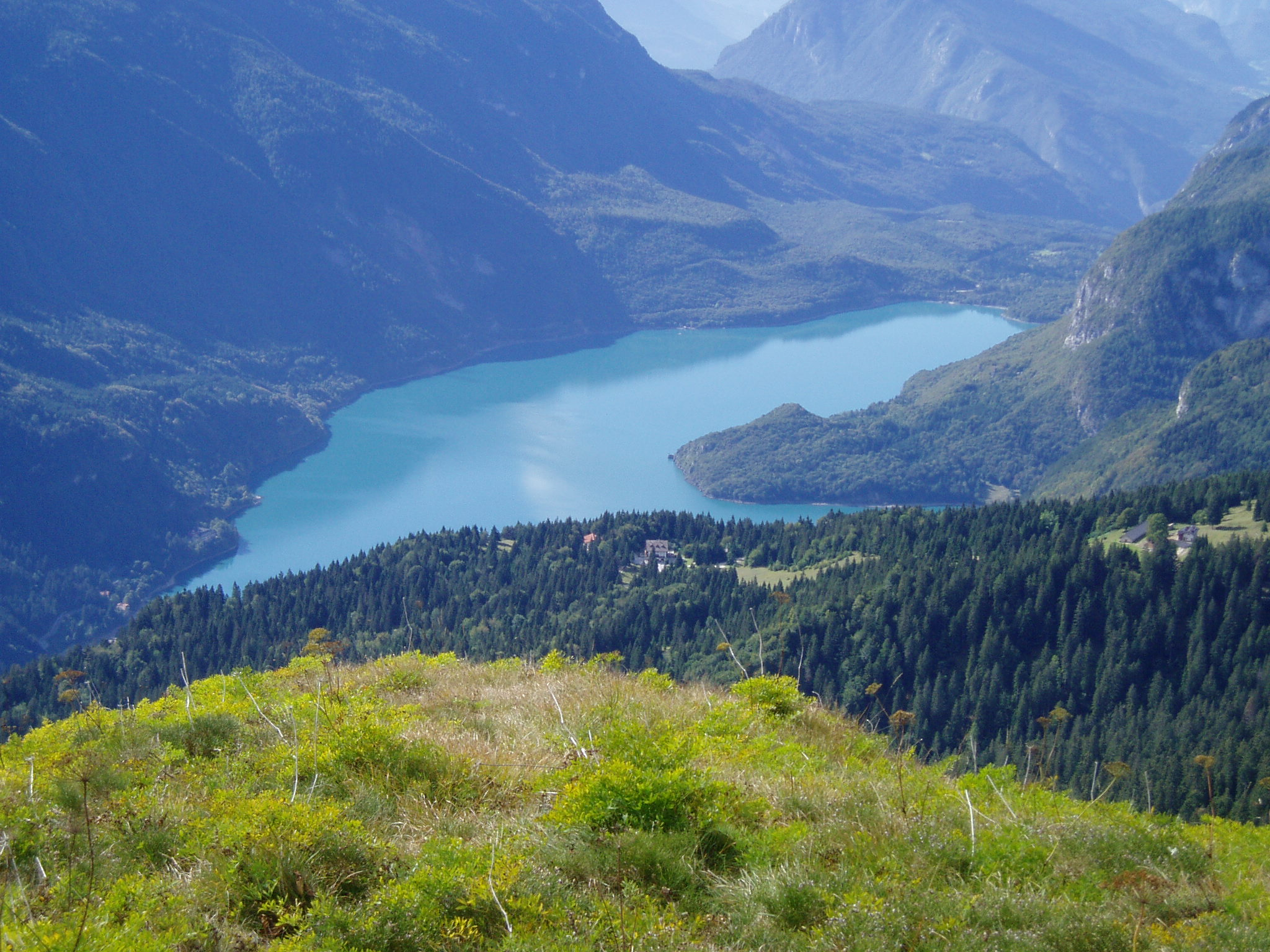
Der Lago di Molveno mit der Halbinsel am Westufer
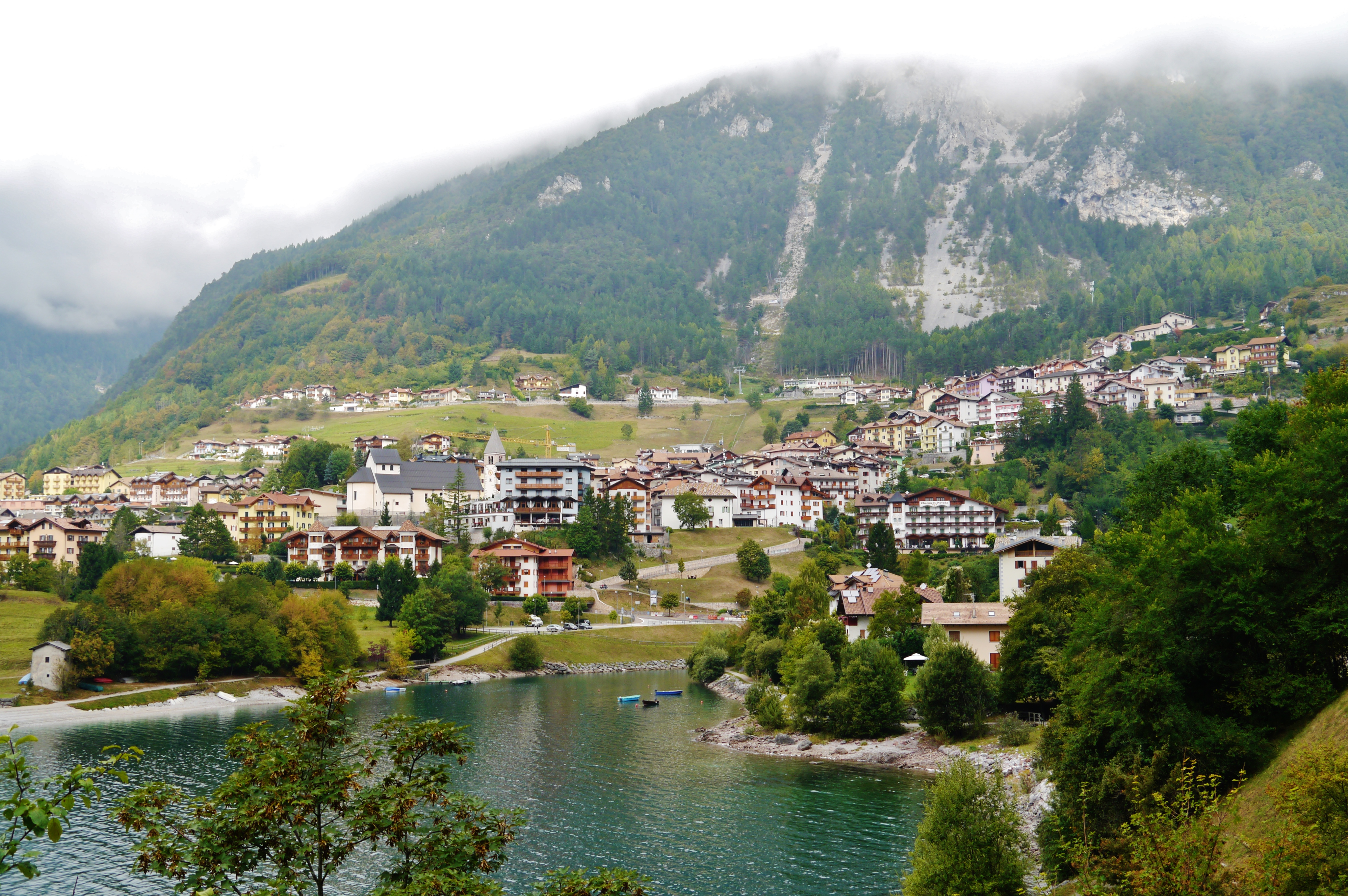
Molveno am Nordwestufer
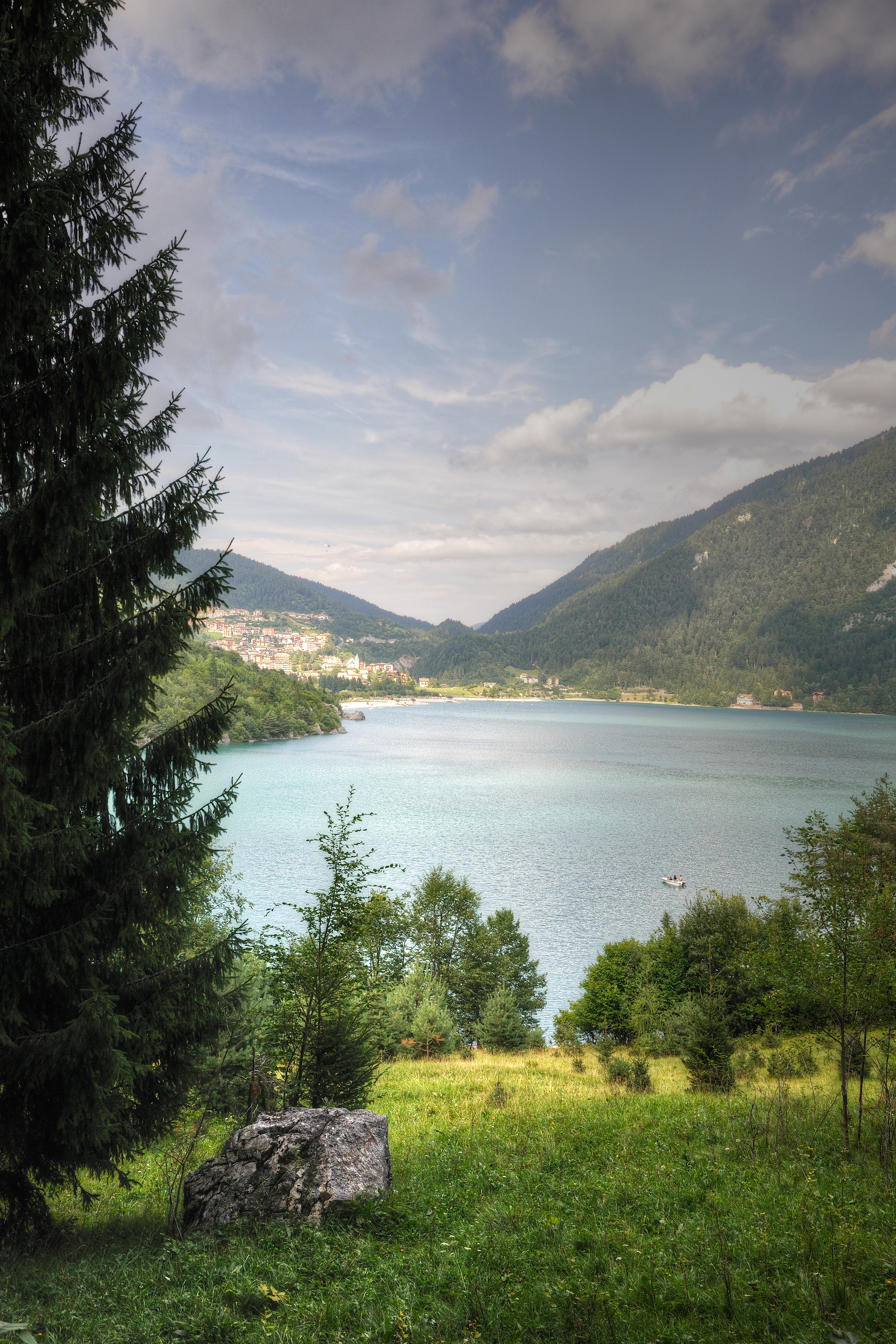
Von den napoleonischen Schanzen in Richtung Norden zum Sattel von Andalo
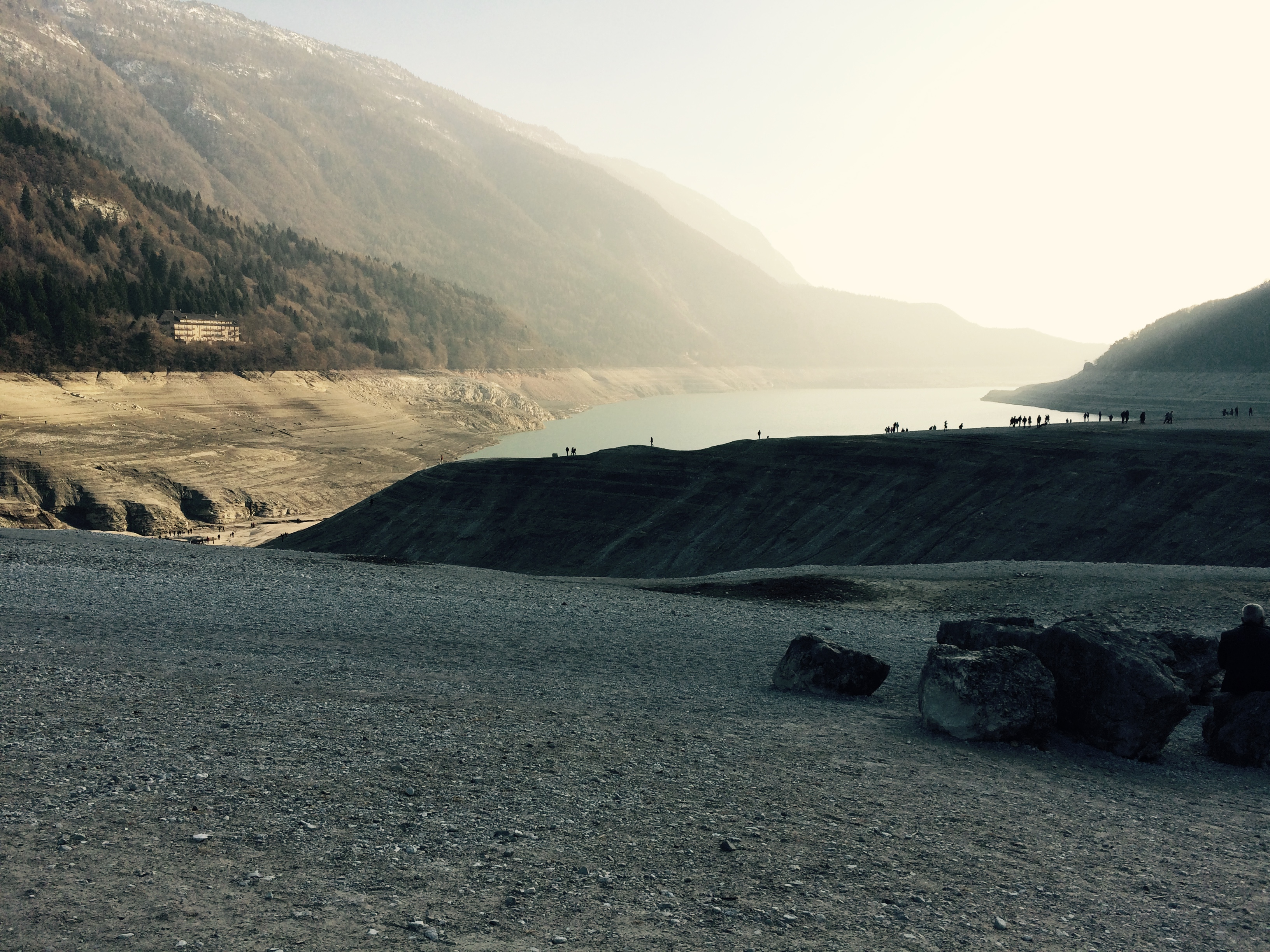
Der für Instandsetzungsarbeiten am Wasserkraftwerk stark abgelassene See (2017)
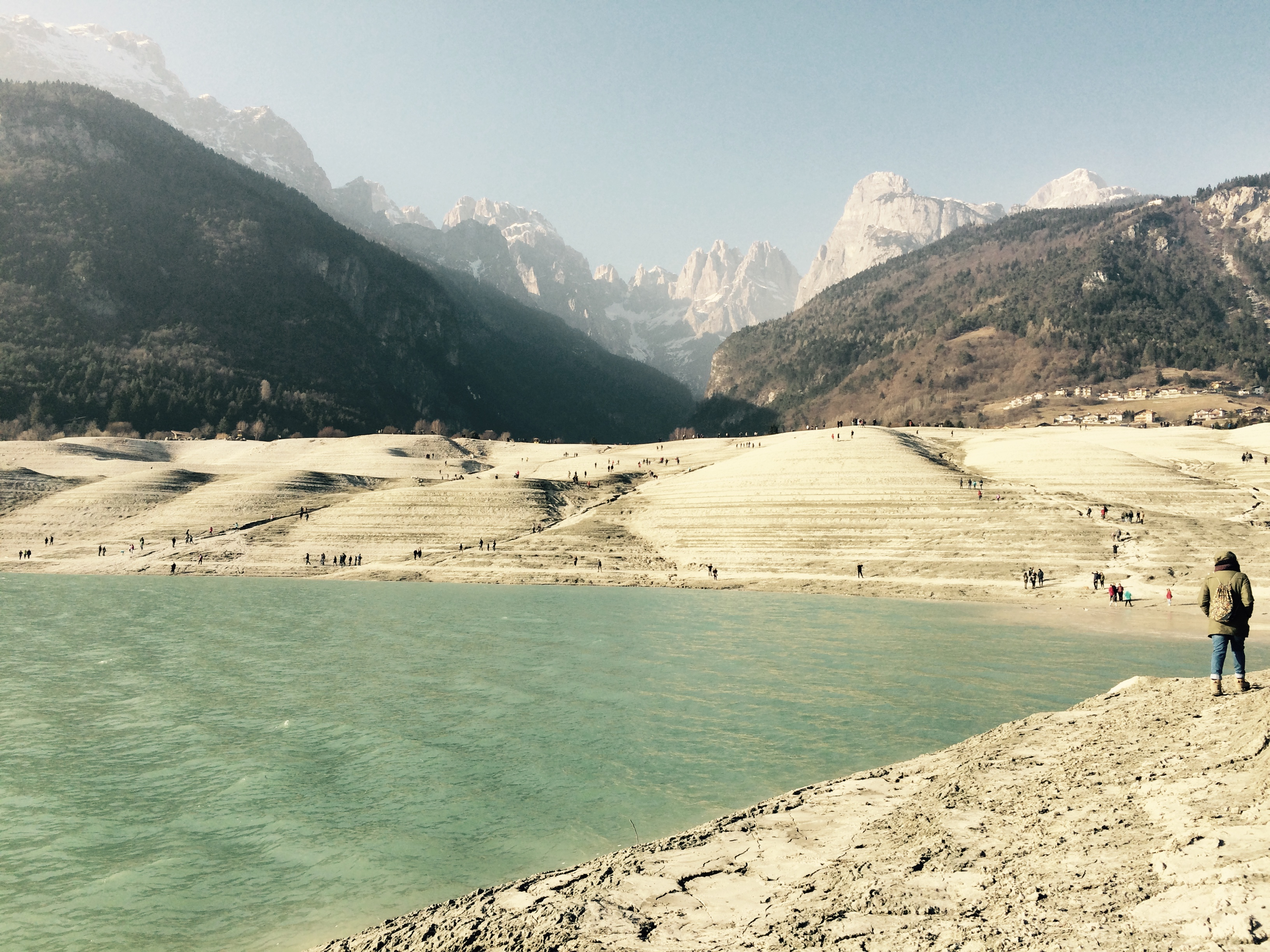
Der zum Teil abgelassene See mit der Brenta im Hintergrund (2017)